# NGC 884
NGC 884 je otvoreni skup u zviježđu Perzeja, udaljen oko 7600 ly. Starost skupa se procjenjuje na oko 12.5 milijuna godina. Skup je istočniji u Dvostrukom skupu, kojeg čini zajedno sa skupom NGC 869. 
Oba skupa se fizički nalaze u asocijaciji Perzej OB1, a međusobno su udaljeni “samo” nekoliko stotina svjetlosnih godina.
Skupove je prvi opisao Hiparh, no s obzirom na to da se lako vide golim okom, zasigurno su poznati od pamtivijeka.

## Astronomska promatranja
Vidi Ha i Xi.

## Vanjske poveznice
- (engl.) NGC 884 at SEDS[neaktivna poveznica]
- (engl.) NGC 884 at Silicon Owl
- (engl.) [neaktivna poveznica]